# سلسلة الفيفا 2024
سلسلة الفيفا 2024 هي النسخة الافتتاحية لسلسلة الفيفا ، وهي مسابقة كرة قدم ودية تروج لها الفيفا وتتضمن مباريات ودية بين المنتخبات الوطنية من اتحادات قارية مختلفة. تضمنت النسخة الافتتاحية ست سلاسل مختلفة أقيمت في خمس دول مضيفة من 21 إلى 26 مارس 2024. 